# استاریه سانی
استاریه سانی (انگلیسی: Staryye Sanny) یک شهرک در شهرستان بلاگووارسکی باشقیرستان کشور روسیه است.